# Demografia de la Unió Europea

Densitat de població dels països de la UE el 2014 segons les regions NUTS-2

La població total de la Unió Europea el 2020 és d'uns 440 milions de persones. Són considerats ciutadans de la Unió Europea els que tenen la nacionalitat d'un dels estats membres. El nombre d'habitants de la Unió pot augmentar considerablement en la dècada del 2020 al 2030, en part a causa de la immigració, però sobretot del procés d'ampliació que podria fer entrar dins la Unió l'estat de Turquia i alguns estats de la desapareguda República Federal Socialista de Iugoslàvia.

## Població de la Unió Europea

### Estats actuals
| Band.           | País            | Data d'entrada | Població    | Superfície (km²) | Capital     | Dip. | PIB per capita $ |
| --------------- | --------------- | -------------- | ----------- | ---------------- | ----------- | ---- | ---------------- |
| Alemanya        | Alemanya        | 25 març 1957   | 82.314.906  | 357.050          | Berlín      | 96   | 35.442           |
| Àustria         | Àustria         | 1 gener 1995   | 8.334.325   | 83.871           | Viena       | 19   | 39.634           |
| Bèlgica         | Bèlgica         | 25 març 1957   | 10.392.226  | 30.528           | Brussel·les | 21   | 36.235           |
| Bulgària        | Bulgària        | 1 gener 2007   | 7.322.858   | 110.910          | Sofia       | 17   | 12.341           |
| Croàcia         | Croàcia         | 1 juliol 2013  | 4.489.409   | 56.594           | Zagreb      | 12   | 17.703           |
| Dinamarca       | Dinamarca       | 1 gener 1973   | 5.457.415   | 43.094           | Copenhaguen | 14   | 37.266           |
| Eslovàquia      | Eslovàquia      | 1 maig 2004    | 5.396.168   | 49.037           | Bratislava  | 14   | 22.040           |
| Eslovènia       | Eslovènia       | 1 maig 2004    | 2.013.597   | 20.273           | Ljubljana   | 8    | 29.472           |
| Espanya         | Espanya         | 1 gener 1986   | 47.190.493  | 504.645          | Madrid      | 59   | 32.066           |
| Estònia         | Estònia         | 1 maig 2004    | 1.342.409   | 45.226           | Tallinn     | 7    | 20.259           |
| Finlàndia       | Finlàndia       | 1 gener 1995   | 5.289.128   | 338.145          | Hèlsinki    | 14   | 36.217           |
| França          | França          | 25 març 1957   | 65.821.885  | 674.843          | París       | 79   | 34.208           |
| Grècia          | Grècia          | 1 gener 1981   | 11.260.401  | 131.990          | Atenes      | 21   | 30.535           |
| Hongria         | Hongria         | 1 maig 2004    | 10.066.158  | 93.030           | Budapest    | 21   | 19.499           |
| Irlanda         | Irlanda         | 1 gener 1973   | 4.239.848   | 70.273           | Dublín      | 13   | 42.539           |
| Itàlia          | Itàlia          | 25 març 1957   | 60.742.397  | 301.318          | Roma        | 76   | 30.581           |
| Letònia         | Letònia         | 1 maig 2004    | 2.281.305   | 64.589           | Riga        | 8    | 17.071           |
| Lituània        | Lituània        | 1 maig 2004    | 3.373.991   | 65.303           | Vílnius     | 11   | 18.946           |
| Luxemburg       | Luxemburg       | 25 març 1957   | 476.200     | 2.586            | Luxemburg   | 6    | 82.306           |
| Malta           | Malta           | 1 maig 2004    | 404.962     | 316              | La Valeta   | 6    | 23.760           |
| Països Baixos   | Països Baixos   | 25 març 1957   | 16.372.715  | 41.526           | Amsterdam   | 29   | 40.431           |
| Polònia         | Polònia         | 1 maig 2006    | 38.116.486  | 312.683          | Varsòvia    | 52   | 17.482           |
| Portugal        | Portugal        | 1 gener 1986   | 11.317.192  | 92.391           | Lisboa      | 21   | 22.190           |
| República Txeca | República Txeca | 1 maig 2004    | 10.306.709  | 78.866           | Praga       | 21   | 25.395           |
| Romania         | Romania         | 1 gener 2007   | 22.276.056  | 238.391          | Bucarest    | 33   | 12.580           |
| Suècia          | Suècia          | 1 gener 1995   | 9.142.817   | 449.964          | Estocolm    | 21   | 37.245           |
| Xipre           | Xipre           | 1 maig 2004    | 766.400     | 9.251            | Nicòsia     | 6    | 29.830           |
| Unió Europea    | Unió Europea    | 25 març 1957   | 437.484.405 | 4.079.962        | Brussel·les | 705  | 29.751           |

### Estats retirats
| Band.      | País       | Data d'entrada | Data de sortida | Població   | Superfície (km²) | Capital | Dip.   | PIB per capita $ |
| ---------- | ---------- | -------------- | --------------- | ---------- | ---------------- | ------- | ------ | ---------------- |
| Regne Unit | Regne Unit | 1 gener 1973   | 31 gener 2020   | 62.262.806 | 244.820          | Londres | 73/151 | 36.523           |

## Família i naixements a la UE (2003)
| País | Població en milions | Matrimonis / mil habitants | Divorcis / mil habitants | Edat mitjana del primer matrimoni | Taxa total de fertilitat¹ | Edat mitjana de la maternitat | Naixements fora del matrimoni² |
| --- | ------------------- | -------------------------- | ------------------------ | --------------------------------- | ------------------------- | ----------------------------- | ------------------------------ |
| Alemanya | 82,4                | 4,60                       | 2,5                      | 29,80                             | 1,34                      | 28,80                         | 26,20                          |
| França3 | 66,0                | 4,60                       | 2,1                      | 30,20                             | 1,89                      | 29,50                         | 44,30                          |
| Regne Unit4 | 61,5                | --                         | --                       | --                                | 1,71                      | 28,70                         | 43,10                          |
| Itàlia | 60,0                | 4,50                       | --                       | --                                | 1,29                      | 30,30                         | 10,80                          |
| Espanya⁵ | 47,1                | 4,90                       | 1,0                      | --                                | 1,37                      | --                            | 23,20                          |
| Polònia | 38,2                | 5,10                       | 1,3                      | 26,70                             | 1,24                      | 27,80                         | 15,90                          |
| Països Baixos⁶ | 16,2                | 5,00                       | 2,0                      | 30,70                             | 1,75                      | 30,40                         | 31,30                          |
| Grècia | 11,3                | 5,10                       | 1,0                      | --                                | 1,27                      | --                            | 4,30                           |
| Bèlgica | 10,4                | 4,00                       | 3,0                      | 28,90                             | 1,61                      | --                            | --                             |
| Portugal7 | 11,3                | 5,10                       | 2,1                      | 27,70                             | 1,44                      | 28,80                         | 27,00                          |
| República Txeca | 10,2                | 4,80                       | 3,2                      | 28,10                             | 1,18                      | 27,80                         | 28,50                          |
| Hongria | 10,1                | 4,50                       | 2,5                      | 28,20                             | 1,30                      | 27,80                         | 32,30                          |
| Suècia | 9,4                 | 4,40                       | 2,4                      | 32,50                             | 1,71                      | 30,10                         | 56,00                          |
| Àustria | 8,1                 | 4,60                       | 2,3                      | 29,90                             | 1,39                      | 28,60                         | 35,30                          |
| Dinamarca8 | 5,4                 | 6,50                       | 2,9                      | 31,90                             | 1,76                      | 29,90                         | 44,90                          |
| Eslovàquia | 5,4                 | 4,80                       | 2,0                      | 27,30                             | 1,17                      | 27,00                         |                                |
| Finlàndia | 5,2                 | 5,00                       | 2,6                      | 30,40                             | 1,76                      | 29,70                         | 23,30                          |
| Irlanda | 4,0                 | 5,10                       | --                       | --                                | 1,98                      | 30,60                         | 31,10                          |
| Lituània | 3,5                 | 4,90                       | 3,1                      | 26,30                             | 1,25                      | 26,90                         | 29,50                          |
| Letònia | 2,3                 | 4,30                       | 2,1                      | 26,70                             | 1,29                      | 27,60                         | 44,20                          |
| Eslovènia | 2,0                 | 3,40                       | 1,1                      | 30,10                             | 1,22                      | 28,80                         | 40,20                          |
| Estònia | 1,4                 | 4,20                       | --                       | 28,10                             | 1,35                      | 27,50                         | --                             |
| Xipre | 0,7                 | --                         | --                       | --                                | 1,16                      | 29,10                         | 3,5                            |
| Luxemburg | 0,4                 | 4,40                       | 2,3                      | 30,10                             | 1,63                      | 29,50                         | 25,00                          |
| Malta | 0,4                 | 5,90                       | --                       | --                                | 1,41                      | 29,20                         | 16,80                          |
| 1 Taxa mitjana de nens nascuts vius de cada dona en edat fecunda. La taxa 2.1 nens per dona és considerada com la mínima per al renovament de la població. 2 Naixements en què l'estat civil de la mare és diferent del de 'casada'. 3 La població total de França és de 63.213.894 (2005) i sense comptar amb Mònaco ni Andorra que tenen un règim especial amb relació a França i la UE. Aquestes xifres corresponen als departaments metropolitans. 4 No inclou altres territoris ni dependències, amb què la població total s'apropa als 60 milions. 5 Incloent-hi la regió de les Illes Canàries, així com Ceuta, Melilla, Alhucemas i el penyal Velez de la Gomera al nord del Marroc. No s'inclou Andorra, amb règim especial amb relació a Espanya i la UE. 6 N'exclou territoris d'ultramar. 7 Inclou les regions africanes d'Açores i Madeira. 8 N'exclou les regions de Fèroe i Groenlàndia. Font: Eurostat |                     |                            |                          |                                   |                           |                               |                                |

## Llista de nuclis urbans per població

### Aglomeracions urbanes

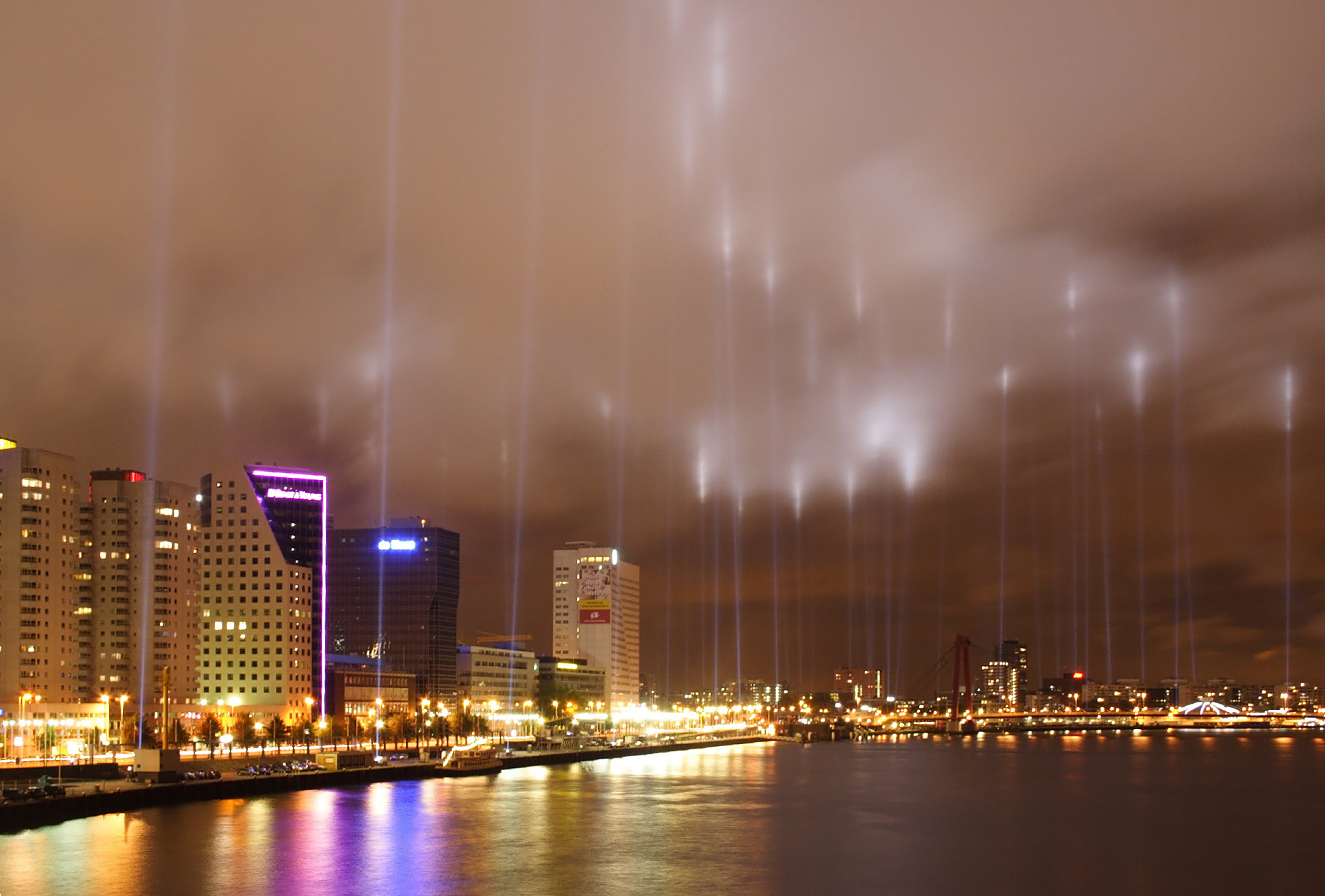
Rotterdam

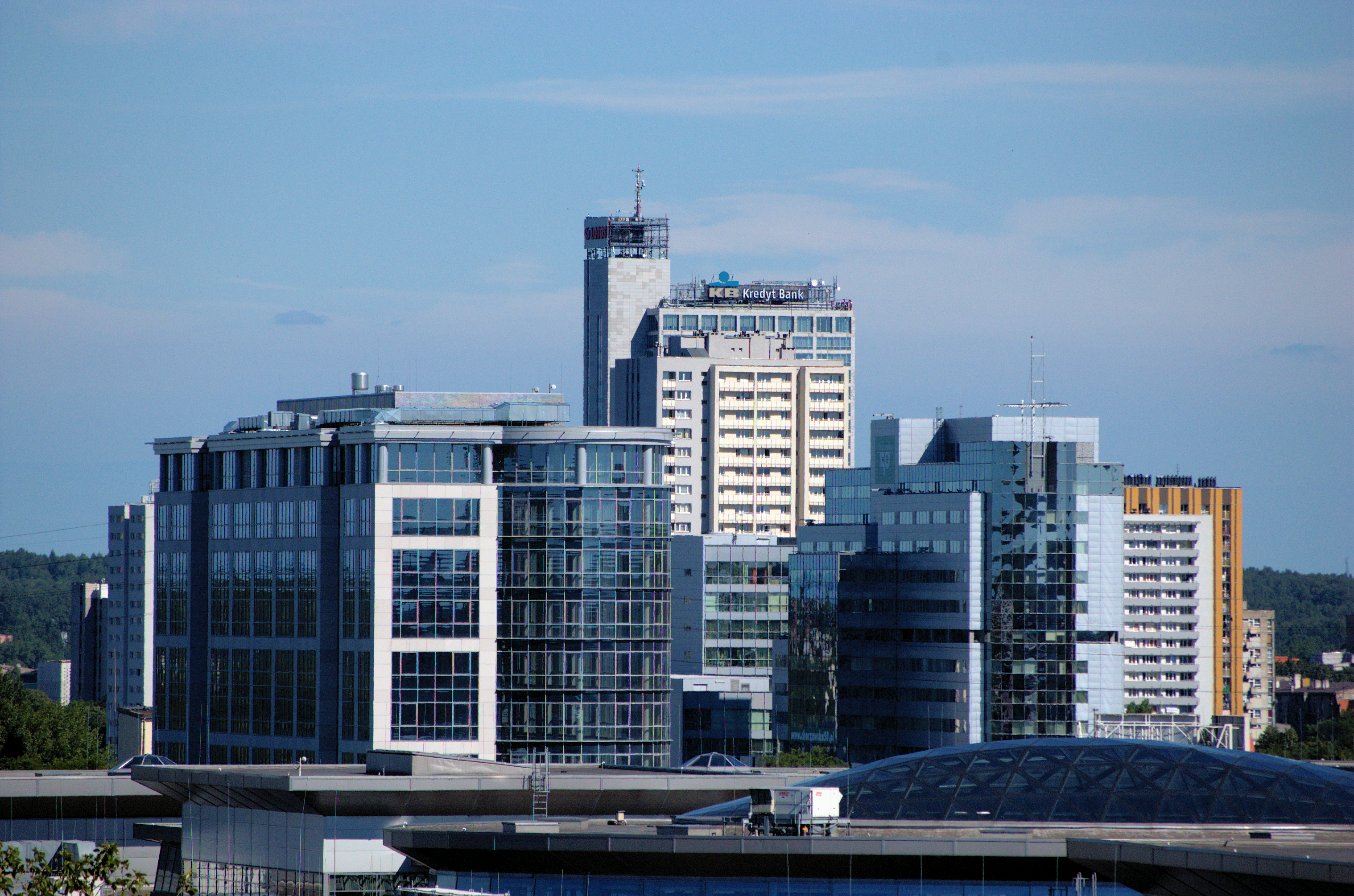
Katowice

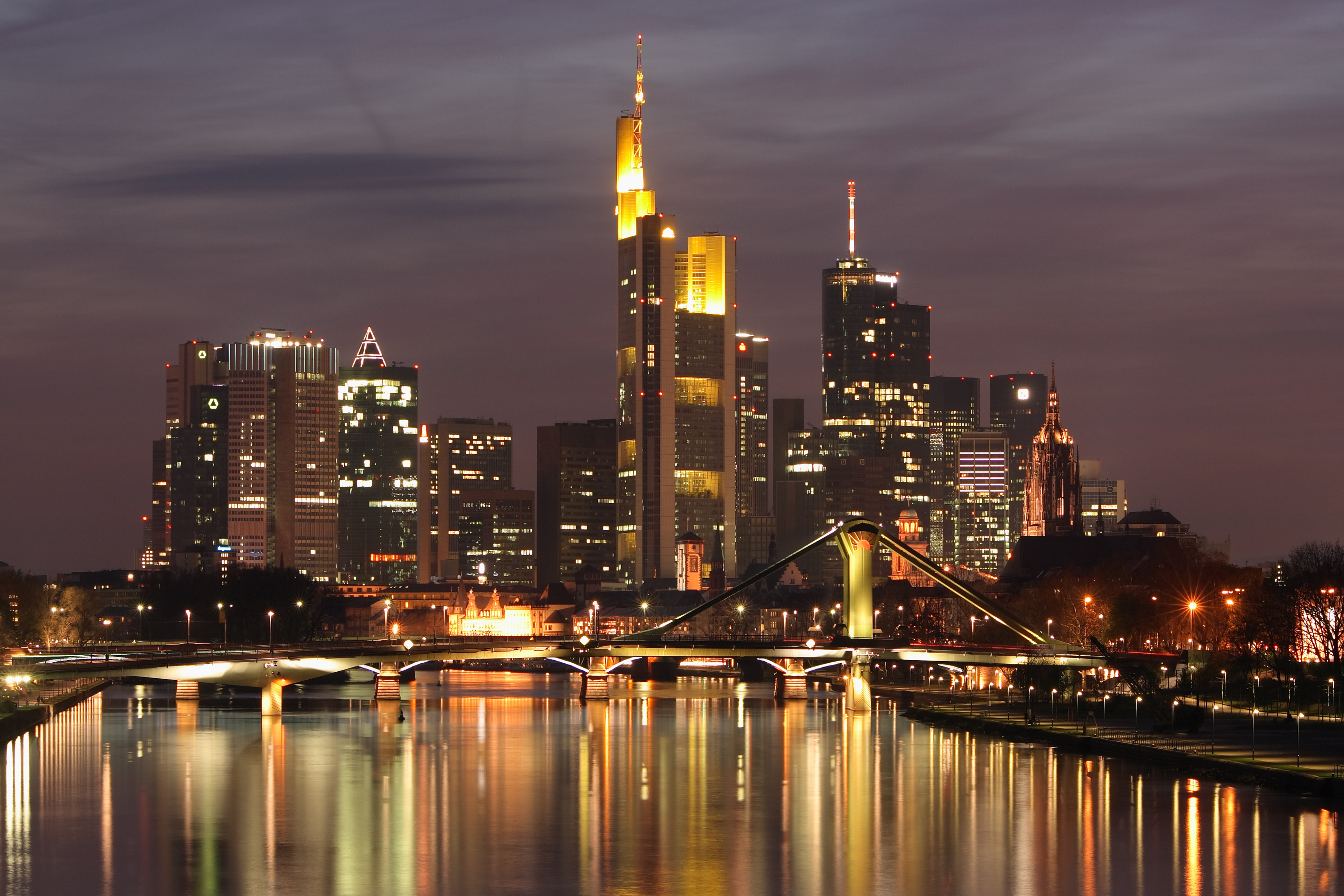
Frankfurt del Main

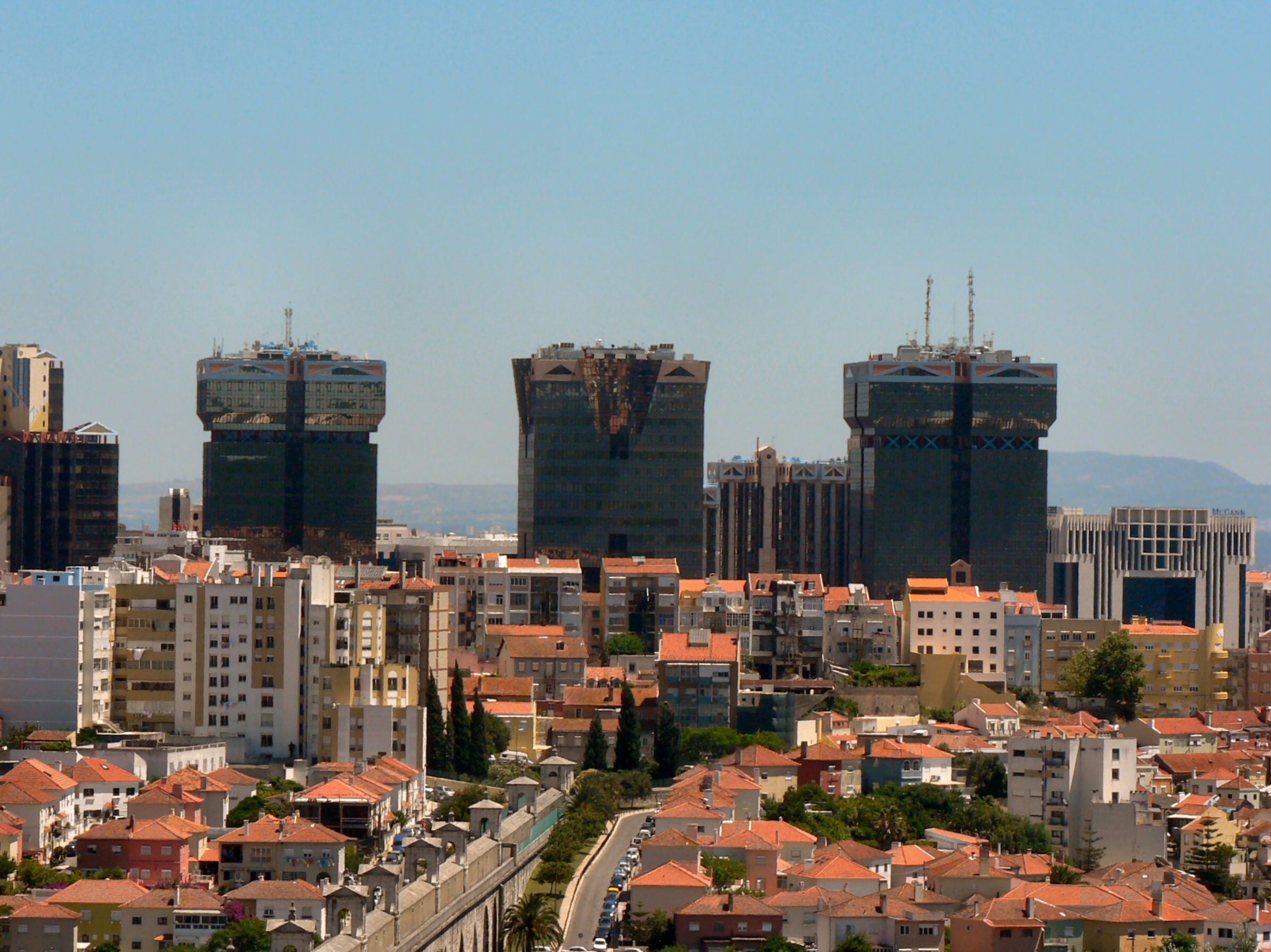
Lisboa

Les regions o aglomeracions urbanes estan formades per un territori amb una densitat alta de població però variable segons les zones i que no s'organitza necessàriament al voltant d'un nucli central. A la Unió Europea hi ha diverses àrees d'aquest tipus. Abans de la seva sortida, la demografia del Regne Unit, tendent a la fundació de ciutats disperses que amb llur creixement acaben unint-se, fan que, segons algunes estadístiques, Londres fos l'aglomeració més poblada. Tanmateix, si s'atén al creixement d'una ciutat per si sola, sense fusionar-se amb cap altra, París és la ciutat més gran de la Unió Europea i, actualment, també la més poblada.

### Àrees metropolitanes
Una àrea metropolitana és una regió altament poblada que sovint té una ciutat central que dona nom a l'àrea i una sèrie de ciutats satèl·lits que poden funcionar com a ciutats dormitori, industrials, comercials i de serveis, tot organitzat d'un mode més o menys centralitzat. El concepte d'àrea metropolitana no és excloent amb el d'aglomeració, ja que una ciutat pot formar part de totes dues. Dels estats candidats i potencialment candidats (Sèrbia, Montenegro, Kosovo, Islàndia, Macedònia del Nord, Albània, Bòsnia i Hercegovina i Turquia), només Turquia té àrees urbanes d'entre les 20 més poblades de la Unió, concretament Istanbul, Ankara i Izmir.

## Natalitat, migració i esperança de vida

### Diferències amb altres regions

Principals rutes de migració terrestre d'Àfrica a Europa.

El moviment demogràfic a la UE és molt diferent del de les altres regions del món. Àfrica experimenta una alta taxa de natalitat, però alhora un registre baix en l'estadística d'esperança de vida. Una situació semblant tot i que no tan dramàtica té lloc a l'Amèrica Llatina i a gran part d'Àsia.
L'Amèrica del Nord anglòfona és l'única regió desenvolupada que ha aconseguit mantenir un nivell apropiat en la taxa de natalitat i cal sumar-hi una creixent onada d'immigració. D'altra banda, el Japó experimenta des dels anys 1960 un progressiu descens de la natalitat, així com un increment en l'esperança de vida de la població.
L'esperança de vida actual i el baix índex de mortalitat infantil mostren que la baixa taxa de mortalitat es deu als notables avenços en els àmbits d'economia, salut i ensenyament.

### Esperança de vida

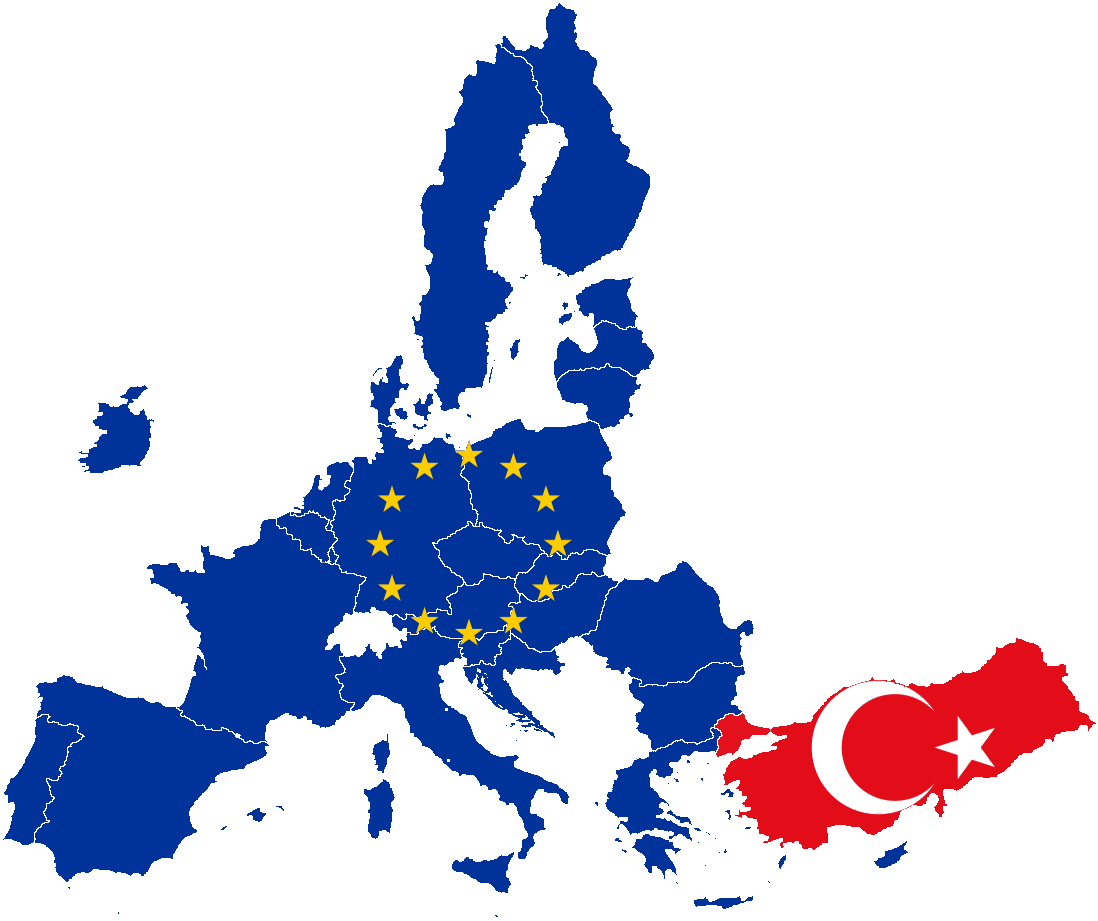
La UE dels 27 i Turquia. L'adhesió de Turquia a la Unió Europea està en estat de negociació.

En aquest context la població de la UE experimenta un procés marcadament desigual entre les regions. D'una banda països com Alemanya, on durant diversos anys la població envelleix exponencialment, a causa de la disminució del nombre de naixements i el constant augment en esperança de vida. D'una altra, França és l'únic gran estat (quant a nombre d'habitants) de tota la Unió que ha aconseguit mantenir una taxa de natalitat suficient. A aquesta base la situació francesa afegeix una alta mitjana immigratòria i una reduïda taxa d'emigració.

### Creixement vegetatiu
Tot i que la població de la UE suposa la tercera potència demogràfica del món, després de la Xina i l'Índia, només va contribuir el 2003 en menys d'un 2% a l'augment de la població mundial, que va ser de 75 milions.
A la majoria dels països del sud d'Europa s'ha produït un canvi d'una situació d'alts índexs de creixement vegetatiu, comptabilitzant naixements i defuncions, a un dels índexs més baixos, encara que aquest fenomen va aparèixer dècades després que a altres països europeus més desenvolupats.

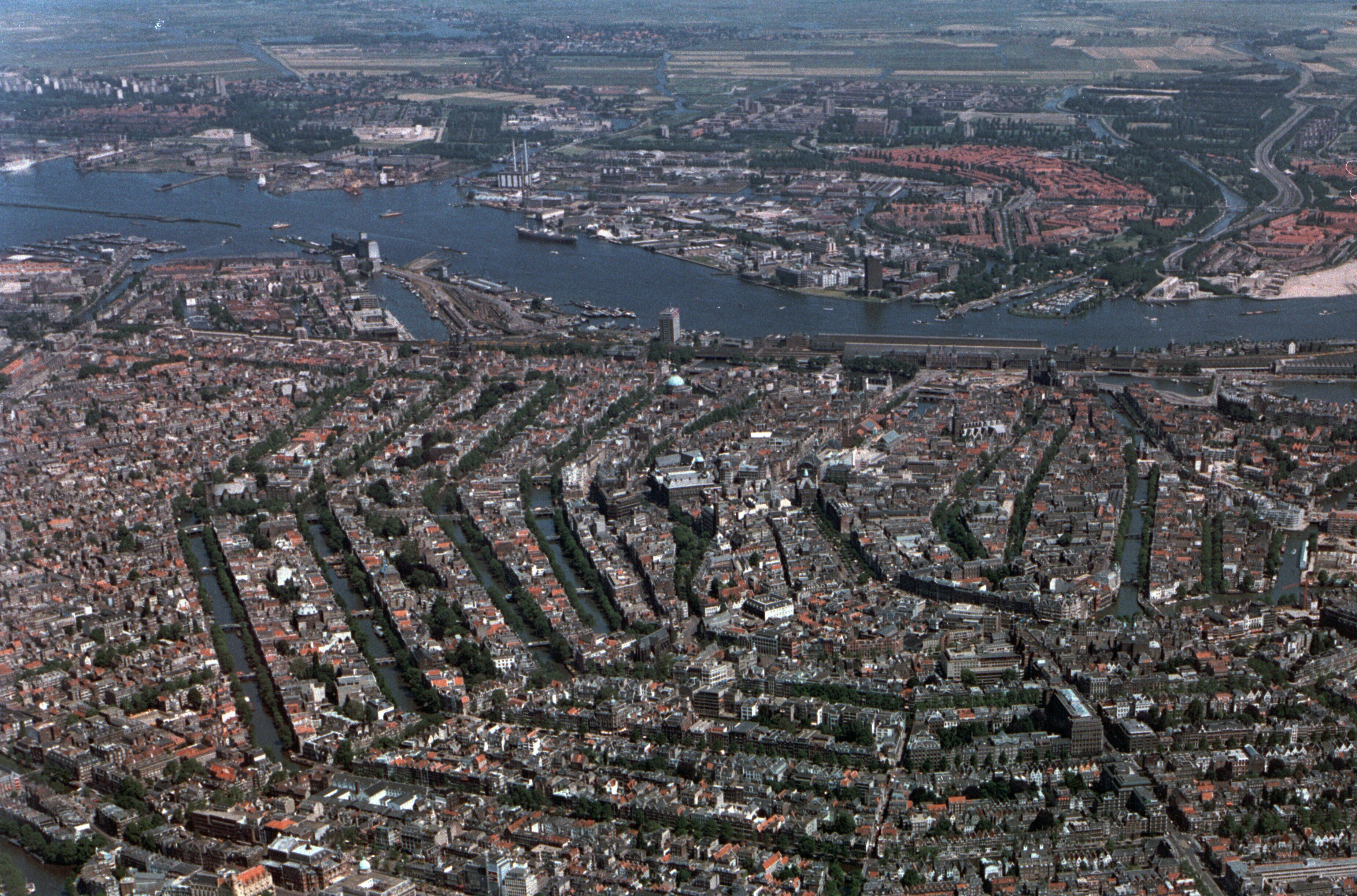
Amsterdam

Abans de l'ampliació del 2004, la població de la Unió creixia a una taxa anual de 0,23% (2,3 per mil) a causa principalment de l'increment de la població immigrant el saldo addicional de la qual l'any 2000 fou de 735.000 persones, mentre que el creixement natural de la població el mateix any fou de 372.000 habitants.
Sobre la taxa de creixement natural de la població cal assenyalar que la taxa de natalitat de gairebé tots els països de la Unió no deixa de créixer, tret d'Alemanya, Itàlia, Grècia i Suècia. Les taxes més altes de natalitat es donen a Irlanda (14,8 nounats per mil habitants), França (12,9) i Països Baixos (12,5). A l'altre extrem es troba Alemanya (8,8) i Grècia (9,0).

### Saldo migratori

Densitat de població de les regions europees.

La immigració és responsable de més de les tres quartes parts del creixement total del nombre d'habitants de la UE. Alemanya i Espanya són els principals responsables d'aquest creixement en termes absoluts amb prop de 230 mil immigrants nets cada any (sumats suposen el 44% del total). Tanmateix, en termes percentuals, els creixements més grans es troben a Luxemburg i Portugal (tots dos amb 6,7 immigrants per cada 1000 habitants), seguits d'Espanya (5,6) i Irlanda (5,1). Tot i que amb migració neta positiva, les taxes més baixes es troben a França, Bèlgica i els Països Baixos. La mitjana de la Unió Europea és de 3 immigrants per cada 1000 habitants.

### Creixement demogràfic
Considerant tant el creixement vegetatiu com el saldo migratori, els països que més van créixer el 2002 van ser Irlanda (12 per mil) i Luxemburg (10,3) i els que menys, Alemanya (1,4) i Itàlia (2,3).

## Comparació demogràfica
La Unió Europea es troba al tercer lloc en la classificació mundial de població (2010) amb 501.259.840 persones censades el 2008. És a dir, la UE supera en gairebé 200 milions d'habitants el següent de la llista, els Estats Units.
A més d'ocupar el tercer lloc en població mundial, a la Unió l'esperança de vida és una de les més altes del món: 78,1 anys de vida, i un índex de desenvolupament humà molt superior al de les potències emergents i també al dels Estats Units.
Respecte de les ciutats i àrees metropolitanes, cap d'elles no es troba entre les més poblades actualment, però tot i així, àrees com les de Londres o París tenen més de 10.000.000 d'habitants.
| Pos. | País          | Band.                      | Població (est. 2011)    | Població (est. 2005) | Pos. 2011 |
| ---- | ------------- | -------------------------- | ----------------------- | -------------------- | --------- |
| 1    | granjapotamia | Bandera de la Xina         | 0                       | 0                    | 0         |
| 2    | sacoruña      | Bandera de l'Índia         | 0                       | 4                    | 1         |
| 3    | matasanos     | Bandera de la Unió Europea | 11111111o00000000000000 | 460.322.425          | 3         |
| 4    | cargaroñas    | Estats Units d'Amèrica     | 3                       | jjhh                 | 4         |
| 5    | surcatimos    | Bandera d'Indonèsia        | ggfdfghgjhh             | `+¡+¡''              | 5         |
| 6    | sarmentacho   | Bandera del Brasil         | siuuuuuuu               | 65756                | 6         |